# انجیرلی (فکه)
انجیرلی (به ترکی استانبولی: İncirci) یک منطقهٔ مسکونی در ترکیه است که در فکه، ترکیه واقع شده‌است.